# خورشیدگرفتگی ۴ دسامبر ۲۰۰۲
خورشیدگرفتگی ۴ دسامبر ۲۰۰۲ (به انگلیسی: Solar eclipse of December 4, 2002) یک خورشیدگرفتگی از نوع خورشیدگرفتگی کامل است. این خورشیدگرفتگی در تاریخ ۴ دسامبر ۲۰۰۲ میلادی (‎۱۳ آذر ۱۳۸۱ خورشیدی) روی داد که زمان اوج آن، ساعت ۷:۳۲:۱۶ به‌وقت ساعت هماهنگ جهانی بوده‌است. مدت زمان و طول این خورشیدگرفتگی ۲ دقیقه و ۴ ثانیه بود.